# Leopold Zingerle
Leopold Zingerle (* 10. April 1994 in München) ist ein deutscher Fußballtorwart, der mit dem 1. Juli 2023 Vertragsspieler von RB Leipzig ist.

## Karriere

### Vereine
Zingerle begann in der Jugendabteilung des FC Bayern München mit dem Fußballspielen und war von 2011 bis 2013 in der A-Jugend aktiv. Er absolvierte 42 Punktspiele in der Staffel Süd/Südwest der A-Junioren-Bundesliga und bestritt 2012 und 2013 fünf Spiele um die Deutsche A-Jugendmeisterschaft.
Zur Saison 2013/14 rückte er in die zweite Mannschaft auf, für die er bis zum 31. August 2015 50 Punktspiele in der viertklassigen Regionalliga Bayern bestritt und in dieser Zeit als vierter Torhüter auch dem Kader der Bundesligamannschaft angehörte.
Zur Saison 2015/16 verpflichtete ihn die SpVgg Greuther Fürth, für deren zweite Mannschaft er zwölf Punktspiele in der Regionalliga Bayern absolvierte.
Sein erstes Punktspiel in der 3. Liga bestritt er am 25. September 2016 (9. Spieltag) beim 3:0-Sieg des 1. FC Magdeburg, der ihn zu Saisonbeginn verpflichtet hatte, über den SV Wehen Wiesbaden. Sein Pflichtspieldebüt gab er bereits am 21. August 2016 in der 1. Hauptrunde des DFB-Pokals, in der er mit der Mannschaft mit 3:4 im Elfmeterschießen gegen Eintracht Frankfurt aus dem Wettbewerb ausschied.
Zur Saison 2017/18 wurde er vom Drittligisten SC Paderborn 07 verpflichtet und mit einem bis zum 30. Juni 2019 gültigen Vertrag ausgestattet. Mit dem SC Paderborn stieg er in seiner Debütsaison in die 2. Bundesliga auf. Mit allen 34 Punktspielen trug er zum Aufstieg in die Bundesliga bei, in der er am 5. Oktober 2019 (7. Spieltag) bei der 1:2-Niederlage im Heimspiel gegen den 1. FSV Mainz 05 debütierte. Am Ende der Saison stieg er mit der Mannschaft jedoch wieder ab.
Am 7. Juni 2023 wurde auf der vereinsinternen Website des RB Leipzig die Verpflichtung von Leopold Zingerle bekannt, der einen bis zum 30. Juni 2025 datierten Vertrag erhielt.

### Nationalmannschaft
Zingerle bestritt von 2012 bis 2013 drei Länderspiele für die Auswahlmannschaften des DFB. Sein Debüt gab er am 24. Mai 2012 in Eilenburg für die U18-Nationalmannschaft beim 3:2-Sieg über die Auswahl Russlands. Am 25. März 2013 hütete er in Wuppertal das Tor der U19-Auswahlmannschaft beim 2:0-Sieg über die Auswahl der Ukraine und am 10. September 2013 spielte er für die U20-Nationalmannschaft in Wohlen bei der 0:1-Niederlage gegen die Auswahl der Schweiz.

## Erfolge
SC Paderborn
- Aufstieg in die Bundesliga 2019
- Aufstieg in die 2. Bundesliga 2018